# Dyskografia Taco Hemingwaya
Dyskografia Taco Hemingwaya – dyskografia polskiego rapera i piosenkarza Taco Hemingwaya. Obejmuje ona 6 albumów studyjnych, 4 albumy w ramach supergrup, 6 minialbumów, 1 mixtape, 31 singli i 16 teledysków. Artykuł zawiera także listę 32 występów gościnnych Taco Hemingwaya na albumach innych wykonawców.
Lista zawiera informacje o datach premiery, wytwórniach muzycznych, nośnikach, pozycjach na listach przebojów, sprzedaży i certyfikatach Związku Producentów Audio-Video.

## Albumy studyjne
| Rok                                                     | Tytuł                     | Informacje wydawnicze | Najwyższe pozycje na listach przebojów | Najwyższe pozycje na listach przebojów | Najwyższe pozycje na listach przebojów | Najwyższe pozycje na listach przebojów | Liczba sprzedanych egzemplarzy | Certyfikat ZPAV    |
| Rok                                                     | Tytuł                     | Informacje wydawnicze | OLiS                                   | OLiS str.                              | OLiS fiz.                              | OLiS win.                              | Liczba sprzedanych egzemplarzy | Certyfikat ZPAV    |
| ------------------------------------------------------- | ------------------------- | --- | -------------------------------------- | -------------------------------------- | -------------------------------------- | -------------------------------------- | ------------------------------ | ------------------ |
| 2016                                                    | Marmur                    | - Data premiery: 3 listopada 2016 - Wytwórnie: Taco Corp · Asfalt - Nośniki: CD · digital download · streaming · box set · LP | 2                                      | 49                                     | 2                                      | 5                                      | 30 000                         | platynowa płyta    |
| 2018                                                    | Café Belga                | - Data premiery: 13 lipca 2018 - Wytwórnie: Taco Corp · Asfalt - Nośniki: CD · digital download · streaming                   | 1                                      | —                                      | 4                                      | —                                      | 30 000                         | platynowa płyta    |
| 2019                                                    | Pocztówka z WWA, lato ’19 | - Data premiery: 23 lipca 2019 - Wytwórnie: Taco Corp · Asfalt - Nośniki: CD · digital download · streaming · LP              | 1                                      | 9                                      | 11                                     | 2                                      | 150 000                        | diamentowa płyta   |
| 2020                                                    | Jarmark                   | - Data premiery: 28 sierpnia 2020 - Wytwórnia: 2020 - Nośniki: CD · digital download · streaming · LP                         | 1                                      | 21                                     | 26                                     | 3                                      | 60 000                         | 2× platynowa płyta |
| 2020                                                    | Europa                    | - Data premiery: 4 września 2020 - Wytwórnia: 2020 - Nośniki: CD · digital download · streaming · LP                          | 2                                      | 88                                     | 26                                     | 4                                      | 60 000                         | 2× platynowa płyta |
| 2023                                                    | 1-800-Oświecenie          | - Data premiery: 22 września 2023 - Wytwórnia: 2020 - Nośniki: CD · digital download · streaming                              | 1                                      | 1                                      | 1                                      | 2                                      | 150 000                        | diamentowa płyta   |
| „—” oznacza, że album nie był notowany na danej liście. |                           | |                                        |                                        |                                        |                                        |                                |                    |

## Albumy w ramach supergrup
| Rok                                                     | Tytuł                                       | Informacje wydawnicze                                                                                        | Najwyższe pozycje na listach przebojów | Najwyższe pozycje na listach przebojów | Najwyższe pozycje na listach przebojów | Najwyższe pozycje na listach przebojów | Liczba sprzedanych egzemplarzy | Certyfikat ZPAV    |
| Rok                                                     | Tytuł                                       | Informacje wydawnicze                                                                                        | OLiS                                   | OLiS str.                              | OLiS fiz.                              | OLiS win.                              | Liczba sprzedanych egzemplarzy | Certyfikat ZPAV    |
| ------------------------------------------------------- | ------------------------------------------- | --- | -------------------------------------- | -------------------------------------- | -------------------------------------- | -------------------------------------- | ------------------------------ | ------------------ |
| 2018                                                    | Soma 0,5 mg (z Quebonafide jako Taconafide) | - Data premiery: 13 kwietnia 2018 - Wytwórnia: Taconafidex - Nośniki: CD · digital download · streaming · LP | 1                                      | 4                                      | 25                                     | 2                                      | 150 000                        | diamentowa płyta   |
| 2018                                                    | 0,25 mg (z Quebonafide jako Taconafide)     | - Data premiery: 13 kwietnia 2018 - Wytwórnia: Taconafidex - Nośniki: CD · digital download · streaming      | 44                                     | 20                                     | —                                      | —                                      |                                |                    |
| 2023                                                    | club2020 (w ramach club2020)                | - Data premiery: 10 marca 2023 - Wytwórnia: 2020 - Nośniki: CD · digital download · streaming                | 1                                      | 1                                      | 1                                      | —                                      | 60 000                         | 2× platynowa płyta |
| 2023                                                    | club2020 Mixtape (w ramach club2020)        | - Data premiery: 10 marca 2023 - Wytwórnia: 2020 - Nośnik: CD · digital download · streaming                 | 21                                     | 6                                      | —                                      | —                                      |                                |                    |
| „—” oznacza, że album nie był notowany na danej liście. |                                             | |                                        |                                        |                                        |                                        |                                |                    |

## Minialbumy
| Rok                                                         | Tytuł              | Informacje wydawnicze                                                                                              | Najwyższe pozycje na listach przebojów | Najwyższe pozycje na listach przebojów | Najwyższe pozycje na listach przebojów | Najwyższe pozycje na listach przebojów | Liczba sprzedanych egzemplarzy | Certyfikat ZPAV |
| Rok                                                         | Tytuł              | Informacje wydawnicze                                                                                              | OLiS                                   | OLiS str.                              | OLiS fiz.                              | OLiS win.                              | Liczba sprzedanych egzemplarzy | Certyfikat ZPAV |
| ----------------------------------------------------------- | ------------------ | --- | -------------------------------------- | -------------------------------------- | -------------------------------------- | -------------------------------------- | ------------------------------ | --------------- |
| 2013                                                        | Young Hems         | - Data premiery: 26 grudnia 2013 - Wytwórnie: Taco Corp · Asfalt - Nośniki: CD · digital download                  | 7                                      | —                                      | 4                                      | —                                      |                                |                 |
| 2014                                                        | Trójkąt warszawski | - Data premiery: 19 grudnia 2014 - Wytwórnie: Taco Corp · Asfalt - Nośniki: CD · digital download · streaming · LP | 1                                      | 7                                      | 1                                      | 8                                      | 30 000                         | platynowa płyta |
| 2015                                                        | Umowa o dzieło     | - Data premiery: 27 czerwca 2015 - Wytwórnie: Taco Corp · Asfalt - Nośniki: CD · digital download · streaming · LP | 2                                      | 40                                     | 11                                     | 12                                     | 30 000                         | platynowa płyta |
| 2016                                                        | Wosk               | - Data premiery: 26 lipca 2016 - Wytwórnie: Taco Corp · Asfalt - Nośniki: CD · digital download · streaming        | 14                                     | —                                      | 18                                     | —                                      | 15 000                         | złota płyta     |
| 2017                                                        | Szprycer           | - Data premiery: 30 lipca 2017 - Wytwórnie: Taco Corp · Asfalt - Nośniki: CD · digital download · streaming · LP   | 1                                      | 50                                     | 7                                      | 1                                      | 30 000                         | platynowa płyta |
| 2018                                                        | Flagey             | - Data premiery: 13 lipca 2018 - Wytwórnie: Taco Corp · Asfalt - Nośniki: CD · digital download · streaming        | —                                      | —                                      | —                                      | —                                      |                                |                 |
| „—” oznacza, że minialbum nie był notowany na danej liście. |                    | |                                        |                                        |                                        |                                        |                                |                 |

## Mixtape’y
| Rok  | Tytuł                    | Informacje wydawnicze                                            |
| ---- | ------------------------ | ---------------------------------------------------------------- |
| 2011 | Who Killed JFK (jako FV) | - Data premiery: 30 sierpnia 2011 - nielegal - Nośnik: streaming |

## Single

### Jako główny wykonawca
| Rok | Tytuł                           | Najwyższe pozycje na listach przebojów | Najwyższe pozycje na listach przebojów | Najwyższe pozycje na listach przebojów | Najwyższe pozycje na listach przebojów | Najwyższe pozycje na listach przebojów | Najwyższe pozycje na listach przebojów | Najwyższe pozycje na listach przebojów | Najwyższe pozycje na listach przebojów | Certyfikat ZPAV                    | Album            |
| Rok | Tytuł                           | OLiS str.                              | LP3                                    | RMF Maxxx                              | RDC                                    | Eska rap                               | SLiP                                   | RP                                     | 357                                    | Certyfikat ZPAV                    | Album            |
| --- | ------------------------------- | -------------------------------------- | -------------------------------------- | -------------------------------------- | -------------------------------------- | -------------------------------------- | -------------------------------------- | -------------------------------------- | -------------------------------------- | ---------------------------------- | ---------------- |
| 2015 | „6 zer”                         | —                                      | 17                                     | —                                      | —                                      | X                                      | —                                      | —                                      | X                                      |                                    | Umowa o dzieło   |
| 2016 | „Deszcz na betonie”             | —                                      | 4                                      | —                                      | 1                                      | X                                      | 2                                      | 4                                      | X                                      |                                    | Marmur           |
| 2017 | „Nostalgia”                     | —                                      | —                                      | —                                      | 2                                      | X                                      | —                                      | 15                                     | X                                      |                                    | Szprycer         |
| 2020 | „Polskie tango”                 | 46                                     | X                                      | —                                      | —                                      | X                                      | —                                      | —                                      | X                                      |                                    | Jarmark          |
| 2020 | „Michael Essien Birthday Party” | —                                      | X                                      | —                                      | —                                      | X                                      | —                                      | —                                      | X                                      |                                    | Europa           |
| 2023 | „Gelato” „Makarena Freestyle”   | 2 4                                    | X                                      | 7 —                                    | 10 —                                   | 1                                      | —                                      | 5 —                                    | 15 —                                   | 2× platynowa płyta platynowa płyta | 1-800-Oświecenie |
| „—” oznacza, że singel nie był notowany na danej liście. „X” oznacza, że lista przebojów nie istniała w danym okresie. |                                 |                                        |                                        |                                        |                                        |                                        |                                        |                                        |                                        |                                    |                  |

### Jako część supergrup
| Rok | Tytuł | Najwyższe pozycje na listach przebojów | Najwyższe pozycje na listach przebojów | Najwyższe pozycje na listach przebojów | Najwyższe pozycje na listach przebojów | Najwyższe pozycje na listach przebojów | Najwyższe pozycje na listach przebojów | Najwyższe pozycje na listach przebojów | Najwyższe pozycje na listach przebojów | Najwyższe pozycje na listach przebojów | Najwyższe pozycje na listach przebojów | Certyfikat ZPAV    | Album       |
| Rok | Tytuł | OLiS str.                              | OLiA                                   | LP3                                    | RMF FM                                 | RMF Maxxx                              | Eska                                   | Eska rap                               | RDC                                    | SLiP                                   | RP                                     | Certyfikat ZPAV    | Album       |
| --- | --- | -------------------------------------- | -------------------------------------- | -------------------------------------- | -------------------------------------- | -------------------------------------- | -------------------------------------- | -------------------------------------- | -------------------------------------- | -------------------------------------- | -------------------------------------- | ------------------ | ----------- |
| 2018 | „Art-B” (Taconafide: Taco Hemingway i Quebonafide) | —                                      | 1                                      | —                                      | —                                      | —                                      | —                                      | X                                      | —                                      | —                                      | —                                      |                    | Soma 0,5 mg |
| 2018 | „Tamagotchi” (Taconafide: Taco Hemingway i Quebonafide, dodatkowo remiks z Dawidem Podsiadło)                                                                                           | 12                                     | 1                                      | 3                                      | 2                                      | 1                                      | 1                                      | X                                      | —                                      | 1                                      | 1                                      |                    | Soma 0,5 mg |
| 2018 | „Metallica 808” (Taconafide: Taco Hemingway i Quebonafide) | —                                      | 2                                      | —                                      | —                                      | —                                      | —                                      | X                                      | —                                      | —                                      | —                                      |                    | Soma 0,5 mg |
| 2018 | „Kryptowaluty” (Taconafide: Taco Hemingway i Quebonafide) | —                                      | 2                                      | —                                      | —                                      | —                                      | —                                      | X                                      | 2                                      | —                                      | —                                      |                    | Soma 0,5 mg |
| 2022 | „club2020” (club2020: OIO, CatchUp i Taco Hemingway) | 17                                     | 5                                      | X                                      | —                                      | —                                      | —                                      | 7                                      | —                                      | —                                      | —                                      | platynowa płyta    | club2020    |
| 2023 | „Malibu Barbie” (club2020: Taco Hemingway, Young Leosia, Otsochodzi, Oki, Dwa Sławy i Gruby Mielzky)                                                                                    | 2                                      | 1                                      | X                                      | —                                      | —                                      | —                                      | 1                                      | —                                      | —                                      | —                                      | 4× platynowa płyta | club2020    |
| 2023 | „Cypher2022” (club2020: Taco Hemingway, Oki, Otsochodzi, Young Igi, Łajzol, Mielzky, Hałastra, Kukon, Dwa Sławy, Young Leosia, CatchUp, Margaret, schafter, Dziarma, Szczyl i Miły Atz) | 12                                     | 9                                      | X                                      | —                                      | —                                      | —                                      | —                                      | —                                      | —                                      | —                                      | złota płyta        | club2020    |
| 2023 | „No weź” (club2020: Oki, Young Igi, Young Leosia i Taco Hemingway) | 2                                      | 3                                      | X                                      | —                                      | —                                      | —                                      | —                                      | —                                      | —                                      | —                                      | platynowa płyta    | club2020    |
| 2023 | „Tak naprawdę” (club2020: PRO8L3M, Łajzol, Hałastra, Avi, Taco Hemingway, Dwa Sławy i Gruby Mielzky)                                                                                    | 17                                     | 14                                     | X                                      | —                                      | —                                      | —                                      | —                                      | —                                      | —                                      | —                                      | złota płyta        | club2020    |
| 2023 | „Deszcz” (club2020: PRO8L3M, Margaret, Otsochodzi, Taco Hemingway, schafter, CatchUp, Dwa Sławy i Gruby Mielzky)                                                                        | 29                                     | 12                                     | X                                      | —                                      | —                                      | —                                      | —                                      | —                                      | —                                      | —                                      |                    | club2020    |
| „—” oznacza, że singel nie był notowany na danej liście. „X” oznacza, że lista przebojów nie istniała w danym okresie. | |                                        |                                        |                                        |                                        |                                        |                                        |                                        |                                        |                                        |                                        |                    |             |

### Jako gość
| Rok                                                     | Tytuł                                                                                | Najwyższe pozycje na listach przebojów | Najwyższe pozycje na listach przebojów | Najwyższe pozycje na listach przebojów | Najwyższe pozycje na listach przebojów | Najwyższe pozycje na listach przebojów | Najwyższe pozycje na listach przebojów | Najwyższe pozycje na listach przebojów | Najwyższe pozycje na listach przebojów | Najwyższe pozycje na listach przebojów | Najwyższe pozycje na listach przebojów | Certyfikat ZPAV    | Album                     |
| Rok                                                     | Tytuł                                                                                | OLiS str.                              | OLiA                                   | SLiP                                   | RMF FM                                 | RMF Maxxx                              | Eska                                   | ZET                                    | RDC                                    | RP                                     | 357                                    | Certyfikat ZPAV    | Album                     |
| ------------------------------------------------------- | ------------------------------------------------------------------------------------ | -------------------------------------- | -------------------------------------- | -------------------------------------- | -------------------------------------- | -------------------------------------- | -------------------------------------- | -------------------------------------- | -------------------------------------- | -------------------------------------- | -------------------------------------- | ------------------ | ------------------------- |
| 2017                                                    | „Nowy kolor” (Otsochodzi, gościnnie: Taco Hemingway)                                 | —                                      | —                                      | —                                      | —                                      | —                                      | —                                      | —                                      | —                                      | 4                                      | X                                      | diamentowa płyta   | Nowy kolor                |
| 2018                                                    | „SumieNIE” (Asfalt 20 Remix) (Otsochodzi, gościnnie: Ras, O.S.T.R. i Taco Hemingway) | —                                      | —                                      | —                                      | —                                      | —                                      | —                                      | —                                      | —                                      | —                                      | X                                      |                    | Asfalt 20                 |
| 2019                                                    | „Chłopaki nie płaczą” (Bedoes, gościnnie: Taco Hemingway)                            | —                                      | —                                      | —                                      | —                                      | —                                      | —                                      | —                                      | —                                      | —                                      | X                                      | 3× platynowa płyta | Kwiat polskiej młodzieży  |
| 2019                                                    | „Niebieski Bentley” (Kizo, gościnnie: Taco Hemingway)                                | —                                      | —                                      | —                                      | —                                      | —                                      | —                                      | —                                      | —                                      | —                                      | X                                      | platynowa płyta    | Złoto i biel              |
| 2019                                                    | „bigos” (Schafter, gościnnie: Taco Hemingway)                                        | —                                      | —                                      | —                                      | —                                      | —                                      | —                                      | —                                      | —                                      | —                                      | X                                      | platynowa płyta    | audiotele                 |
| 2019                                                    | „Sauvage” (Bedoes, gościnnie: Białas i Taco Hemingway)                               | —                                      | —                                      | —                                      | —                                      | —                                      | —                                      | —                                      | —                                      | —                                      | X                                      | złota płyta        | Opowieści z doliny smoków |
| 2020                                                    | „Romanticpsycho” (Quebonafide, gościnnie: Taco Hemingway)                            | —                                      | —                                      | —                                      | —                                      | —                                      | —                                      | —                                      | —                                      | —                                      | X                                      |                    | Romantic Psycho           |
| 2020                                                    | „Lip sync” (Rasmentalism, gościnnie: Taco Hemingway)                                 | —                                      | —                                      | —                                      | —                                      | —                                      | —                                      | —                                      | 5                                      | —                                      | X                                      |                    | Geniusz                   |
| 2020                                                    | „A miało być jak we śnie” (Artur Rojek, gościnnie: Taco Hemingway)                   | —                                      | —                                      | —                                      | —                                      | —                                      | —                                      | —                                      | —                                      | —                                      | X                                      |                    | —                         |
| 2020                                                    | „Nowe szklane domy” (Kaz Bałagane, gościnnie: Taco Hemingway)                        | —                                      | —                                      | —                                      | —                                      | —                                      | —                                      | —                                      | —                                      | —                                      | X                                      | złota płyta        | Digital Scale Music       |
| 2020                                                    | „Yin Yang” (Gedz, gościnnie: Taco Hemingway)                                         | —                                      | —                                      | —                                      | —                                      | —                                      | —                                      | —                                      | —                                      | —                                      | X                                      | platynowa płyta    | Stamina                   |
| 2023                                                    | „Supro” (Daria Zawiałow, gościnnie: Taco Hemingway)                                  | 25                                     | 2                                      | 2                                      | 1                                      | 2                                      | 3                                      | 1                                      | —                                      | 13                                     | 13                                     | 2× platynowa płyta | Dziewczyna pop            |
| 2024                                                    | „Znalazłem pieniądze” (Holak, gościnnie: Taco Hemingway)                             | 92                                     | —                                      | —                                      | —                                      | —                                      | —                                      | —                                      | —                                      | —                                      | —                                      |                    | Saska Butik               |
| 2025                                                    | „Nie lubię LA” (Jan-Rapowanie, gościnnie: Taco Hemingway)                            | 35                                     | —                                      | —                                      | —                                      | —                                      | —                                      | —                                      | —                                      | —                                      | —                                      |                    | Groteska                  |
| „—” oznacza, że utwór nie był notowany na danej liście. |                                                                                      |                                        |                                        |                                        |                                        |                                        |                                        |                                        |                                        |                                        |                                        |                    |                           |

## Inne notowane lub certyfikowane utwory
| Rok | Tytuł                                                                            | Najwyższe pozycje na listach przebojów | Najwyższe pozycje na listach przebojów | Najwyższe pozycje na listach przebojów | Najwyższe pozycje na listach przebojów | Najwyższe pozycje na listach przebojów | Najwyższe pozycje na listach przebojów | Najwyższe pozycje na listach przebojów | Najwyższe pozycje na listach przebojów | Najwyższe pozycje na listach przebojów | Najwyższe pozycje na listach przebojów | Certyfikat ZPAV    | Album                     |
| Rok | Tytuł                                                                            | OLiS str.                              | OLiA                                   | LP3                                    | RMF Maxxx                              | Eska                                   | Eska rap                               | RDC                                    | SLiP                                   | RP                                     | 357                                    | Certyfikat ZPAV    | Album                     |
| --- | -------------------------------------------------------------------------------- | -------------------------------------- | -------------------------------------- | -------------------------------------- | -------------------------------------- | -------------------------------------- | -------------------------------------- | -------------------------------------- | -------------------------------------- | -------------------------------------- | -------------------------------------- | ------------------ | ------------------------- |
| 2015 | „Następna stacja”                                                                | —                                      | —                                      | 1                                      | —                                      | —                                      | X                                      | —                                      | —                                      | 8                                      | X                                      |                    | Umowa o dzieło            |
| 2016 | „Święcące prostokąty”                                                            | —                                      | —                                      | 23                                     | —                                      | —                                      | X                                      | —                                      | —                                      | —                                      | X                                      |                    | Marmur                    |
| 2018 | „8 kobiet” (Remix) (Taconafide: Taco Hemingway i Quebonafide, gościnnie: Bedoes) | 80                                     | —                                      | —                                      | —                                      | —                                      | X                                      | —                                      | —                                      | —                                      | X                                      |                    | 0,25 mg                   |
| 2018 | „Fiji”                                                                           | —                                      | 26                                     | —                                      | 3                                      | 5                                      | X                                      | —                                      | 1                                      | 2                                      | X                                      |                    | Café Belga                |
| 2018 | „Motorola”                                                                       | —                                      | —                                      | —                                      | —                                      | —                                      | X                                      | 1                                      | —                                      | —                                      | X                                      |                    | Café Belga                |
| 2019 | „Napad na bankiet” (Sokół, gościnnie: PRO8L3M i Taco Hemingway)                  | —                                      | —                                      | —                                      | —                                      | —                                      | X                                      | —                                      | —                                      | —                                      | X                                      | 4× platynowa płyta | Wojtek Sokół              |
| 2019 | „Człowiek z dziurą zamiast krtani”                                               | 66                                     | —                                      | —                                      | —                                      | —                                      | X                                      | —                                      | —                                      | —                                      | X                                      |                    | Pocztówka z WWA, lato ’19 |
| 2019 | „W piątki leżę w wannie” (gościnnie: Dawid Podsiadło)                            | —                                      | 63                                     | —                                      | —                                      | 11                                     | X                                      | 1                                      | —                                      | 2                                      | X                                      |                    | Pocztówka z WWA, lato ’19 |
| 2019 | „Sanatorium” (gościnnie: Dawid Podsiadło, Rosalie.)                              | —                                      | —                                      | —                                      | —                                      | —                                      | X                                      | —                                      | —                                      | 5                                      | X                                      |                    | Pocztówka z WWA, lato ’19 |
| 2020 | „TOKYO2020” (Quebonafide, gościnnie: Taco Hemingway)                             | —                                      | —                                      | —                                      | —                                      | —                                      | —                                      | —                                      | —                                      | —                                      | X                                      | 3× platynowa płyta | Romantic Psycho           |
| 2021 | „Kurtz” (Mata, gościnnie: Taco Hemingway)                                        | —                                      | —                                      | X                                      | —                                      | —                                      | —                                      | —                                      | —                                      | —                                      | X                                      | platynowa płyta    | Młody Matczak             |
| 2022 | „ADHD” (Oki, gościnnie: Taco Hemingway)                                          | —                                      | —                                      | X                                      | —                                      | —                                      | —                                      | —                                      | —                                      | —                                      | X                                      | platynowa płyta    | Produkt47                 |
| 2022 | „Dresscode” (2115, gościnnie: Taco Hemingway)                                    | 1                                      | 44                                     | X                                      | 4                                      | —                                      | 2                                      | —                                      | —                                      | —                                      | X                                      | 3× platynowa płyta | Rodzinny biznes           |
| 2023 | „Vertigo” (club2020: Hałastra, Dwa Sławy, Margaret, Taco Hemingway i Odys)       | 35                                     | —                                      | X                                      | —                                      | —                                      | —                                      | —                                      | —                                      | —                                      | X                                      |                    | club2020                  |
| 2023 | „Ej, mała!” (club2020: Oki, Young Igi, Otsochodzi i Taco Hemingway)              | 11                                     | —                                      | X                                      | —                                      | —                                      | —                                      | —                                      | —                                      | —                                      | —                                      | platynowa płyta    | club2020                  |
| 2023 | „1-800-Oświecenie”                                                               | 8                                      | —                                      | X                                      | —                                      | —                                      | —                                      | —                                      | —                                      | —                                      | —                                      | złota płyta        | 1-800-Oświecenie          |
| 2023 | „Cichosza” (gościnnie: Otsochodzi)                                               | 1                                      | —                                      | X                                      | —                                      | —                                      | —                                      | —                                      | —                                      | —                                      | —                                      | platynowa płyta    | 1-800-Oświecenie          |
| 2023 | „Może to coś zmieni?”                                                            | 12                                     | —                                      | X                                      | —                                      | —                                      | —                                      | —                                      | —                                      | —                                      | —                                      | złota płyta        | 1-800-Oświecenie          |
| 2023 | „Pakiet Platinium”                                                               | 5                                      | —                                      | X                                      | —                                      | —                                      | —                                      | —                                      | —                                      | —                                      | —                                      | platynowa płyta    | 1-800-Oświecenie          |
| 2023 | „Mix sałat” (gościnnie: Daria Zawiałow)                                          | 6                                      | —                                      | X                                      | —                                      | —                                      | 11                                     | —                                      | —                                      | —                                      | —                                      | platynowa płyta    | 1-800-Oświecenie          |
| 2023 | „Codziennie”                                                                     | 16                                     | —                                      | X                                      | —                                      | —                                      | 5                                      | —                                      | —                                      | —                                      | —                                      | złota płyta        | 1-800-Oświecenie          |
| 2023 | „1000 dni freestyle”                                                             | 18                                     | —                                      | X                                      | —                                      | —                                      | —                                      | —                                      | —                                      | —                                      | —                                      | złota płyta        | 1-800-Oświecenie          |
| 2023 | „Nametag” (gościnnie: schafter i Oki)                                            | 3                                      | —                                      | X                                      | 8                                      | —                                      | 1                                      | —                                      | —                                      | —                                      | —                                      | platynowa płyta    | 1-800-Oświecenie          |
| 2023 | „Całe lata” (gościnnie: Dawid Podsiadło)                                         | 2                                      | —                                      | X                                      | —                                      | —                                      | 6                                      | —                                      | —                                      | 13                                     | 3                                      | 2x platynowa płyta | 1-800-Oświecenie          |
| 2023 | „Niedziela” (gościnnie: schafter)                                                | 17                                     | —                                      | X                                      | —                                      | —                                      | —                                      | —                                      | —                                      | —                                      | —                                      | złota płyta        | 1-800-Oświecenie          |
| 2023 | „Main Stage Freestyle”                                                           | 15                                     | —                                      | X                                      | —                                      | —                                      | —                                      | —                                      | —                                      | —                                      | —                                      | złota płyta        | 1-800-Oświecenie          |
| 2023 | „Eineceiwśo 008-1”                                                               | 22                                     | —                                      | X                                      | —                                      | —                                      | —                                      | —                                      | —                                      | —                                      | —                                      |                    | 1-800-Oświecenie          |
| 2024 | „Tak to leciało!” (Otsochodzi, gościnnie: Taco Hemingway)                        | 14                                     | —                                      | X                                      | —                                      | —                                      | 1                                      | —                                      | —                                      | —                                      | —                                      | platynowa płyta    | Tthe Grind                |
| 2025 | „Day One” (Oki, gościnnie: Taco Hemingway)                                       | 23                                     | —                                      | X                                      | —                                      | —                                      | 1                                      | —                                      | —                                      | —                                      | —                                      |                    | I Miss You on Tour        |
| „—” oznacza, że singel nie był notowany na danej liście. „X” oznacza, że lista przebojów nie istniała w danym okresie. |                                                                                  |                                        |                                        |                                        |                                        |                                        |                                        |                                        |                                        |                                        |                                        |                    |                           |

## Występy gościnne
| Rok  | Utwór                        | Wykonawcy                                               | Album                     | Źr.    |
| ---- | ---------------------------- | ------------------------------------------------------- | ------------------------- | ------ |
| 2015 | „Postaranie”                 | Małe Miasta, gościnnie: Taco Hemingway                  | Koń                       | [ 48 ] |
| 2015 | „Lek przeciwbólowy”          | Sokół, Taco Hemingway i Ras                             | Prosto Mixtape IV         | [ 49 ] |
| 2017 | „SumieNIE”                   | Otsochodzi, gościnnie: Holak, O.S.T.R. i Taco Hemingway | Nowy kolor                | [ 50 ] |
| 2017 | „Nowy kolor”                 | Otsochodzi, gościnnie: Taco Hemingway                   | Nowy kolor                | [ 50 ] |
| 2018 | „Fast food”                  | Rasmentalism, gościnnie: Taco Hemingway i Rosalie.      | Tango                     | [ 51 ] |
| 2018 | „SumieNIE” (Asfalt 20 Remix) | Otsochodzi, gościnnie: Ras, O.S.T.R. i Taco Hemingway   | Asfalt 20                 | [ 52 ] |
| 2018 | „Chłopaki nie płaczą”        | Bedoes i Kubi Producent, gościnnie: Taco Hemingway      | Kwiat polskiej młodzieży  | [ 53 ] |
| 2019 | „Napad na bankiet”           | Sokół, gościnnie: PRO8L3M i Taco Hemingway              | Wojtek Sokół              | [ 54 ] |
| 2019 | „Yi Fang”                    | Catz ’n Dogz, gościnnie: Taco Hemingway                 | Friendship                | [ 55 ] |
| 2019 | „Niebieski Bentley”          | Kizo, gościnnie: Taco Hemingway                         | Złoto i biel              | [ 56 ] |
| 2019 | „2K30”                       | Pezet, gościnnie: Taco Hemingway                        | Muzyka współczesna        | [ 57 ] |
| 2019 | „bigos”                      | schafter, gościnnie: Taco Hemingway                     | audiotele                 | [ 58 ] |
| 2019 | „SAUVAGE”                    | Bedoes i Lanek, gościnnie: Białas i Taco Hemingway      | Opowieści z Doliny Smoków | [ 59 ] |
| 2019 | „Lost”                       | Bedoes i Lanek, gościnnie: Taco Hemingway               | 2119                      | [ 60 ] |
| 2020 | „Haute Couture”              | Tuzza Globale, gościnnie: Taco Hemingway                | Giardino                  | [ 61 ] |
| 2020 | „Romanticpsycho”             | Quebonafide, gościnnie: Taco Hemingway                  | Romantic Psycho           | [ 62 ] |
| 2020 | „Kurde najs”                 | Quebonafide, gościnnie: Taco Hemingway                  | Romantic Psycho           | [ 62 ] |
| 2020 | „Tokyo 2020”                 | Quebonafide, gościnnie: Taco Hemingway                  | Romantic Psycho           | [ 63 ] |
| 2020 | „Lip sync”                   | Rasmentalism, gościnnie: Taco Hemingway                 | Geniusz                   | [ 64 ] |
| 2020 | „A miało być jak we śnie”    | Artur Rojek, gościnnie: Taco Hemingway                  | —                         | [ 42 ] |
| 2020 | „Nowe Szklane Domy”          | Kaz Bałagane, gościnnie: Taco Hemingway                 | Digital Scale Music       | [ 43 ] |
| 2020 | „Yin Yang”                   | Gedz, gościnnie: Taco Hemingway                         | Stamina                   | [ 44 ] |
| 2021 | „Patrol”                     | CatchUp, gościnnie: Taco Hemingway (jako Pan Śmierć)    | Perypetie                 | [ 65 ] |
| 2021 | „Kurtz”                      | Mata, gościnnie: Taco Hemingway                         | Młody Matczak             | [ 66 ] |
| 2022 | „ADHD”                       | Oki, gościnnie: Taco Hemingway                          | Produkt47                 | [ 67 ] |
| 2022 | „Dresscode”                  | 2115, gościnnie: Taco Hemingway                         | Rodzinny biznes           | [ 68 ] |
| 2023 | „Zanim osiwieję”             | Hałastra, gościnnie: Taco Hemingway                     | Kombinatoryka             | [ 69 ] |
| 2023 | „Supro”                      | Daria Zawiałow, gościnnie: Taco Hemingway               | Dziewczyna pop            | [ 70 ] |
| 2024 | „Znalazłem pieniądze”        | Holak, gościnnie: Taco Hemingway                        | Saska Butik               | [ 71 ] |
| 2024 | „Tak to leciało!”            | Otsochodzi, gościnnie: Taco Hemingway                   | Tthe Grind                | [ 72 ] |
| 2025 | „Nie lubię LA”               | Jan-Rapowanie, gościnnie: Taco Hemingway                | Groteska                  | [ 73 ] |
| 2025 | „Day One”                    | Oki, gościnnie: Taco Hemingway                          | I Miss You on Tour        | [ 74 ] |

## Teledyski
| Rok  | Tytuł                                                                                                | Reżyseria                                                  | Źr.           |
| ---- | --- | ---------------------------------------------------------- | ------------- |
| 2015 | „6 zer”                                                                                              | Łukasz Partyka, Jonasz Tołopiło                            | [ 75 ]        |
| 2016 | „Deszcz na betonie”                                                                                  | Tomasz Domański, Mikołaj Olizar-Zakrzewski, Łukasz Partyka | [ 75 ]        |
| 2017 | „Nostalgia”                                                                                          | Anna Bystrowska, Alan Willmann                             | [ 76 ]        |
| 2017 | „Nowy kolor” (Otsochodzi, gościnnie: Taco Hemingway)                                                 | Krzysztof Grajper                                          | [ 77 ]        |
| 2018 | „Tamagotchi” (z Quebonafide jako Taconafide)                                                         | Krzysztof Grajper                                          | [ 78 ]        |
| 2018 | „Kryptowaluty” (z Quebonafide jako Taconafide)                                                       | Piotr Matejkowski                                          | [ 79 ]        |
| 2019 | „Chłopaki nie płaczą” (Bedoes, gościnnie: Taco Hemingway)                                            | Mateusz Jędrzejewicz                                       | [ 37 ] [ 80 ] |
| 2019 | „bigos” (schafter, gościnnie: Taco Hemingway)                                                        | Jakub Blank                                                | [ 81 ]        |
| 2020 | „A miało być jak we śnie” (Artur Rojek, gościnnie: Taco Hemingway)                                   | Kuba Michalczuk                                            | [ 82 ]        |
| 2020 | „Polskie tango”                                                                                      | Łukasz Partyka                                             | [ 83 ]        |
| 2022 | „club2020” (club2020: OIO, CatchUp i Taco Hemingway)                                                 | yungssebv, Szerszeń, Filip Skrońc                          | [ 84 ]        |
| 2023 | „Malibu Barbie” (club2020: Taco Hemingway, Young Leosia, Otsochodzi, Oki, Dwa Sławy i Gruby Mielzky) | Mac Adamczak                                               | [ 85 ]        |
| 2023 | „Gelato”                                                                                             | Iga Lis                                                    | [ 86 ]        |
| 2023 | „Makarena Freestyle”                                                                                 | LPMKJPMR                                                   | [ 87 ]        |
| 2023 | „1-800-Oświecenie”                                                                                   | Łukasz Partyka                                             | [ 88 ]        |
| 2023 | „Cichosza” (gościnnie: Otsochodzi)                                                                   | Łukasz Partyka                                             | [ 89 ]        |
| 2023 | „Może to coś zmieni?”                                                                                | Łukasz Partyka                                             | [ 90 ]        |
| 2023 | „Pakiet Platinium”                                                                                   | Łukasz Partyka                                             | [ 91 ]        |
| 2023 | „Mix sałat” (gościnnie: Daria Zawiałow)                                                              | Łukasz Partyka                                             | [ 92 ]        |
| 2023 | „Codziennie”                                                                                         | Łukasz Partyka                                             | [ 93 ]        |
| 2023 | „1000 dni freestyle”                                                                                 | Łukasz Partyka                                             | [ 94 ]        |
| 2023 | „Nametag” (gościnnie: schafter i Oki)                                                                | Łukasz Partyka                                             | [ 95 ]        |
| 2023 | „Całe lata” (gościnnie: Dawid Podsiadło)                                                             | Łukasz Partyka                                             | [ 96 ]        |
| 2023 | „Niedziela” (gościnnie: schafter)                                                                    | Łukasz Partyka                                             | [ 97 ]        |
| 2023 | „Main Stage Freestyle”                                                                               | Łukasz Partyka                                             | [ 98 ]        |
| 2023 | „Eineceiwśo 008-1”                                                                                   | Łukasz Partyka                                             | [ 99 ]        |
| 2023 | „Supro” (Daria Zawiałow, gościnnie: Taco Hemingway)                                                  | Nikodem Marek                                              | [ 100 ]       |